# Lithoxenus nigrofasciatus
Lithoxenus nigrofasciatus är en insektsart som beskrevs av Pravdin 1979. Lithoxenus nigrofasciatus ingår i släktet Lithoxenus och familjen vårtbitare. Inga underarter finns listade i Catalogue of Life.